# Бенішор
Бенішор (рум. Bănișor) — село у повіті Селаж в Румунії. Адміністративний центр комуни Бенішор.
Село розташоване на відстані 389 км на північний захід від Бухареста, 18 км на південний захід від Залеу, 68 км на північний захід від Клуж-Напоки.

## Населення
За даними перепису населення 2002 року у селі проживали 776 осіб, з них 773 особи (99,6%) румунів. Рідною мовою 773 особи (99,6%) назвали румунську.